# Brutovce
Brutovce (Hongaars: Szepesszentlőrinc) is een Slowaakse gemeente in de regio Prešov, en maakt deel uit van het district Levoča.
Brutovce telt 196 inwoners.